# Хунцяо (аэропорт)

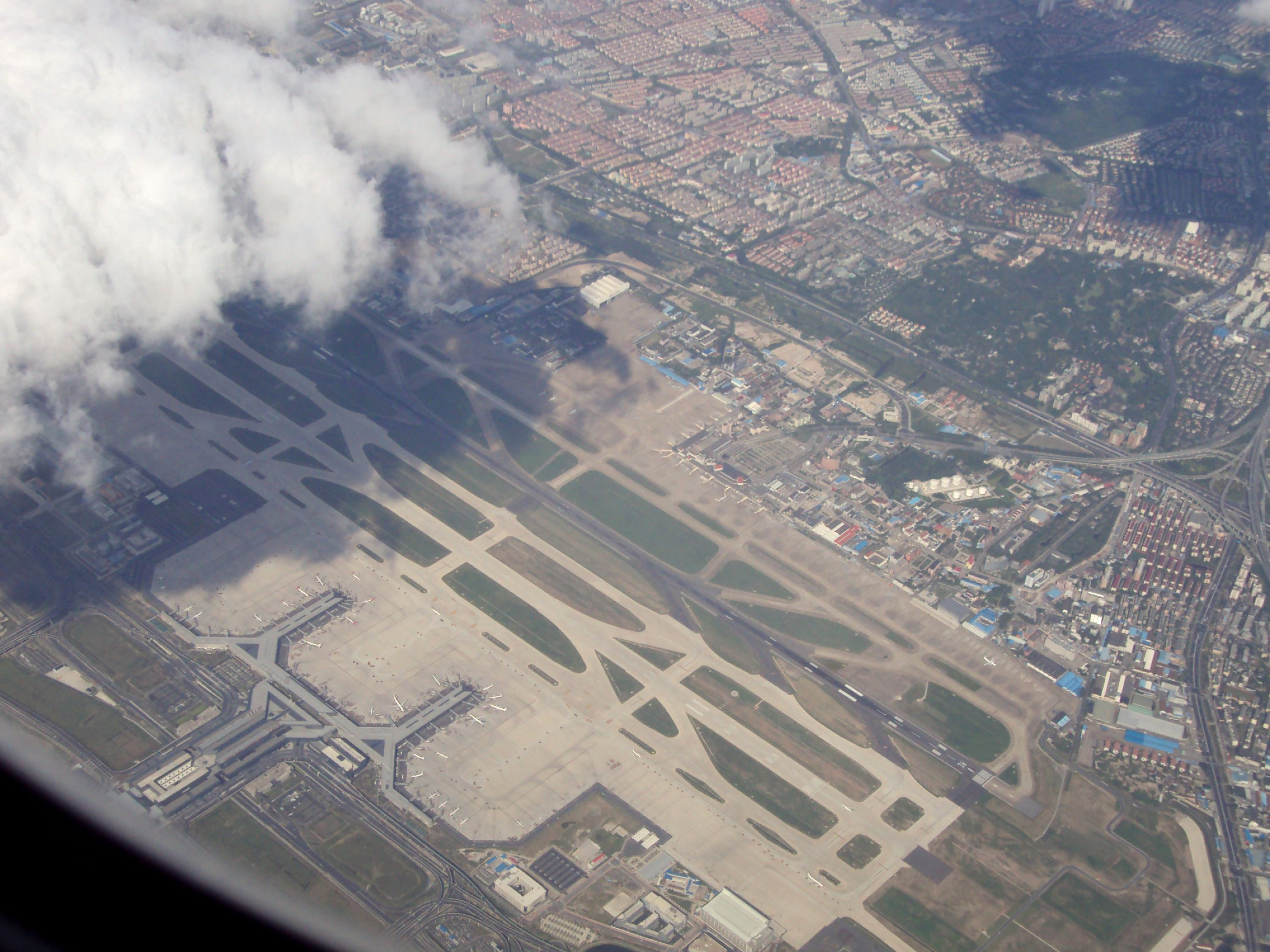

Шанхайский международный аэропорт Хунцяо (ИАТА: SHA, ИКАО: ZSSS) (кит. трад. 上海虹橋國際機場, упр. 上海虹桥国际机场, пиньинь Shànghǎi Hóngqiáo Guójì Jīcháng; англ. Shanghai Hongqiao International Airport) — один из двух аэропортов Шанхая, Китай. Аэропорт находится в западной части развивающегося городского района Шанхая.
В 2007 аэропорт Хунцяо перевёз 22,632,962 пассажиров, став четвёртым аэропортом Китая по пассажирообороту. Аэропорт Хунцяо является также пятым аэропортом Китая по грузообороту и пятым аэропортом Китая по количеству взлётов-посадок.

## История
Аэропорт был построен в 1907 году. В 1921 году был совершен первый официальный рейс китайской гражданской авиации. С аэропорта Хунцяо был совершен первый международный рейс с момента образования КНР.
До постройки Международного аэропорта Шанхай Пудун в 1999 аэропорт Хунцяо был основным шанхайским международным аэропортом. На сегодняшний день из аэропорта Хунцяо осуществляются рейсы по двум международным маршрутам — в Токио-Ханеда (с 29 сентября 2007 года) и в Сеул-Кимпхо (с 28 октября 2007 года).
Пассажирам аэропорта доступны такси и автобусы в разные районы города. С октября 2003 функционирует автобусный маршрут к Храму Цзинъань стоимостью 4.50 юаней.
Аэропорт соединен второй (светло-зелёной) веткой Шанхайского метрополитена через центр города с аэропортом Пудун. С конца 2010 года к аэропорту подведена десятая (фиолетовая) ветка метро.
Международный аэропорт Шанхай Хунцяо получил государственное разрешение на расширение стоимостью 15.3 млрд юаней, которое включает строительство второй взлётно-посадочной полосы длиной 3 300 м и нового терминала площадью 250,000 м². В результате пропускная способность аэропорта должна увеличиться до 40 млн пассажиров в год к 2010.
Планировалось к 2010 году продлить линию до аэропорта Хунцяо и далее на юго-запад до Ханчжоу, столицы провинции Чжэцзян, после чего её длина должна будет составить 175 км. Однако в 2008 году строительство было приостановлено и сроки передвинуты на 2014 год.

## Авиакомпании и назначения

### Местные пассажирские рейсы

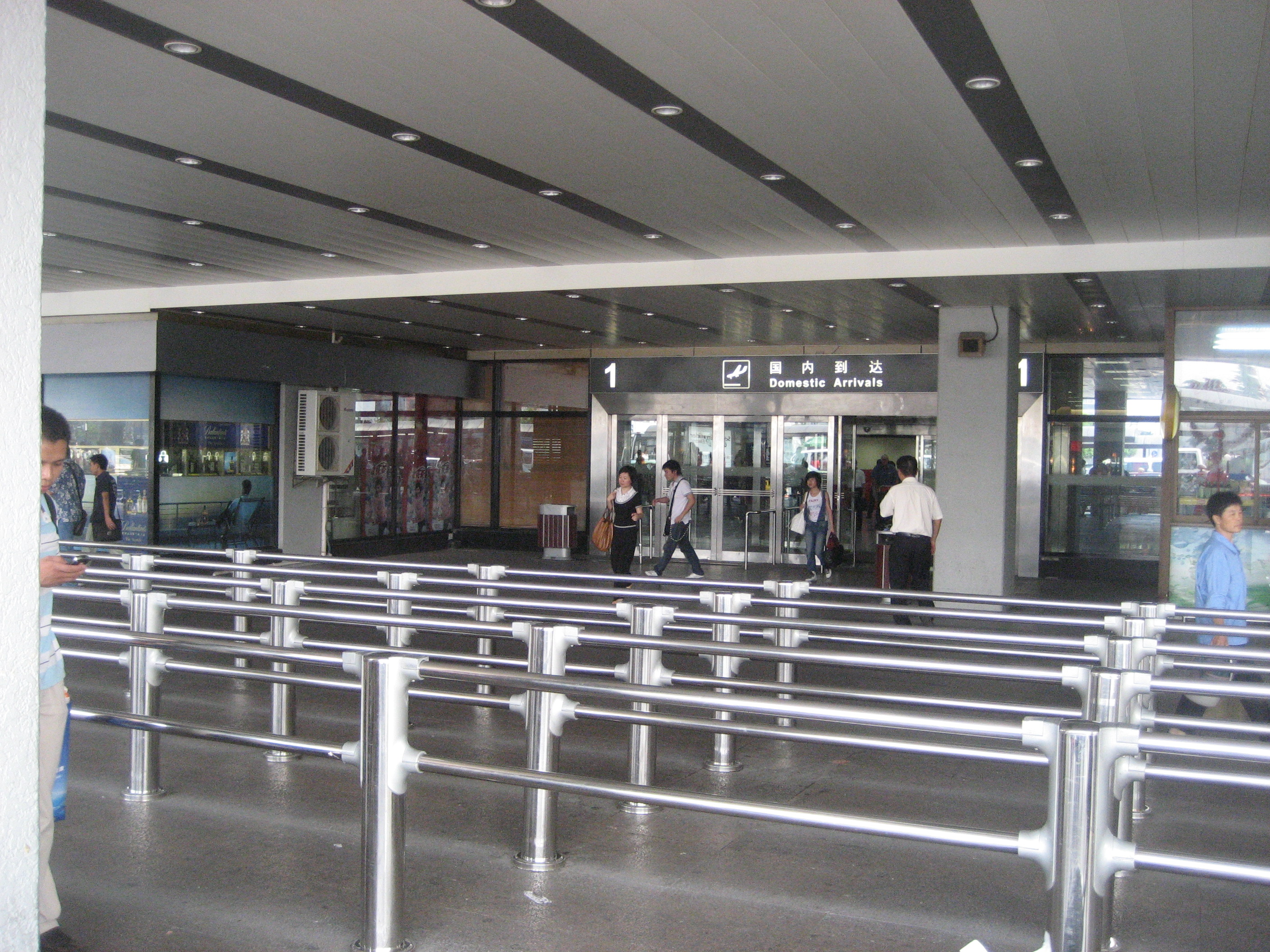
Domestic passenger flights gate

- Air China
- China Eastern Airlines
- China Southern Airlines
- China United Airlines
- Hainan Airlines
- Juneyao Airlines
- Shandong Airlines
- Shanghai Airlines
- Shenzhen Airlines
- Sichuan Airlines
- Spring Airlines
- Tianjin Airlines
- Xiamen Airlines

### Международные прямые рейсы
- All Nippon Airways (Токио-Ханеда)
- Asiana Airlines (Сеул-Гимпо)
- China Eastern Airlines (Сеул-Гимпо, Токио-Ханеда)
- Japan Airlines (Токио-Ханеда)
- Korean Air (Сеул-Гимпо)
- Shanghai Airlines (Сеул-Гимпо, Токио-Ханеда)

## Транспортная инфраструктура
К услугам пассажиров имеются метро, такси, автобусы (междугородние и городские).
Терминал 1
Автобусы:
- Маршрут 1: Аэропорт Хунцяо - Аэропорт Пудун
- Маршрут 2: Аэропорт Хунцяо - Weihai Road
- Маршрут 3 (941): Аэропорт Хунцяо - Железнодорожный вокзал
- Маршрут 4 (925): Аэропорт Хунцяо - Народная площадь
- Маршрут 5 (938): Аэропорт Хунцяо - Shangcheng Road (Р-н Пудунг)
- Маршрут 6 (806): Аэропорт Хунцяо - Мост Лупу
- Маршрут 7 (807): Аэропорт Хунцяо - Zhenguang Xincun

Метро: 10-я ветка, станция Shanghai Hongqiao Airport T1
Терминал 2
Автобусы:
- Маршрут 1: Аэропорт Хунцяо - Аэропорт Пудун
- Маршрут HUB4: Аэропорт Хунцяо - Zizhuyuan (Р-н Миньхан)
- Маршрут HUB9: Аэропорт Хунцяо - Jiading New Town (Р-н Цзядин)
- Маршрут 941: Аэропорт Хунцяо - Железнодорожный вокзал
- Ночной маршрут 316: Аэропорт Хунцяо - Железнодорожный вокзал
- Ночной маршрут 320: Аэропорт Хунцяо - West Yanan Road (Вайтань)

Метро: 10 и 2 ветка, станция Shanghai Hongqiao Airport T2